# Malý Bor
Malý Bor település Csehországban, a Klatovyi járásban. Malý Bor Rabí, Velké Hydčice, Břežany, Hradešice és Horažďovice településekkel határos. Lakosainak száma 499 fő (2024. január 1.).

## Népesség
A település lakosságának változását az alábbi diagram mutatja:
| Lakosok száma | 1184 | 1183 | 1061 | 749  | 603  | 583  | 492  | 512  | 512  | 499  |
|               | 1869 | 1890 | 1921 | 1950 | 1980 | 2001 | 2017 | 2019 | 2022 | 2024 |